# Agathidium rotundatum
Agathidium rotundatum är en skalbaggsart som först beskrevs av Leonard Gyllenhaal 1827.  Agathidium rotundatum ingår i släktet Agathidium, och familjen mycelbaggar. Arten är reproducerande i Sverige.